# Mirni (Beloréchensk, Krasnodar)
Mirni (del ruso: Ми́рный) es un posiólok del raión de Beloréchensk del krai de Krasnodar, en Rusia. Se sitúa en la orilla derecha del río Ganzha 3, tributario del Bélaya, afluente del río Kubán, 12 km al oeste de Beloréchensk y 66 km al sureste de Krasnodar, la capital del krai. Tenía 412 habitantes en 2008.
Pertenece al municipio Druzhnenskoye.